# کاتسویا ماتسومورا
کاتسویا ماتسومورا (به ژاپنی: 松村克弥، Katsuya Matsumura) (زادهٔ ۱۹۶۳) فیلم‌نامه‌نویس و کارگردان اهل ژاپن است.